# Marcin Kikut
Marcin Kikut, né le 25 juin 1983 à Barlinek, est un footballeur professionnel polonais. Il occupe le poste de défenseur.
En 2010, il joue ses deux premiers matches internationaux avec la Pologne.

## Carrière
- 2000-2002 :  Pogon Barlinek
- 2002-2006 :  Amica Wronki
- 2006-2012 :  Lech Poznań

## Palmarès
- Vainqueur de la Coupe de Pologne : 2009
- Vainqueur de la Supercoupe de Pologne : 2009
- Champion de Pologne : 2010